# Djamel Rabti
Djamel Rabti (en arabe : جمال رابطى) est un footballeur algérien né le 16 février 1992 à Blida. Il évolue au poste d'allier droit à la JSM Béjaïa.

## Biographie
Il évolue en première division algérienne avec son club formateur, l'USM Alger, de l'USM Blida et du CR Belouizdad. Il dispute actuellement 42 matchs en inscrivant 3 buts en Ligue 1.

## Palmarès
| USM Alger - Championnat d'Algérie (1) : - Champion : 2013-14. - Supercoupe d'Algérie (1) : - Vainqueur : 2013. |  | CR Belouizdad - Coupe d'Algérie (1) : - Vainqueur : 2018-2019. |